# Wright Flyer III
O Wright Flyer III (ou simplesmente Flyer III) foi o terceiro aeroplano motorizado, projetada e construída pelos Irmãos Wright.
Eles voaram com ele supostamente em 1905, chegando a realizar (já em 1908) voos carregando um passageiro, sendo a irmã deles, Katharine Wright, um desses passageiros, o que foi conseguido pela primeira vez por Wilbur em 14 de Maio de 1908.

## Projeto e desenvolvimento

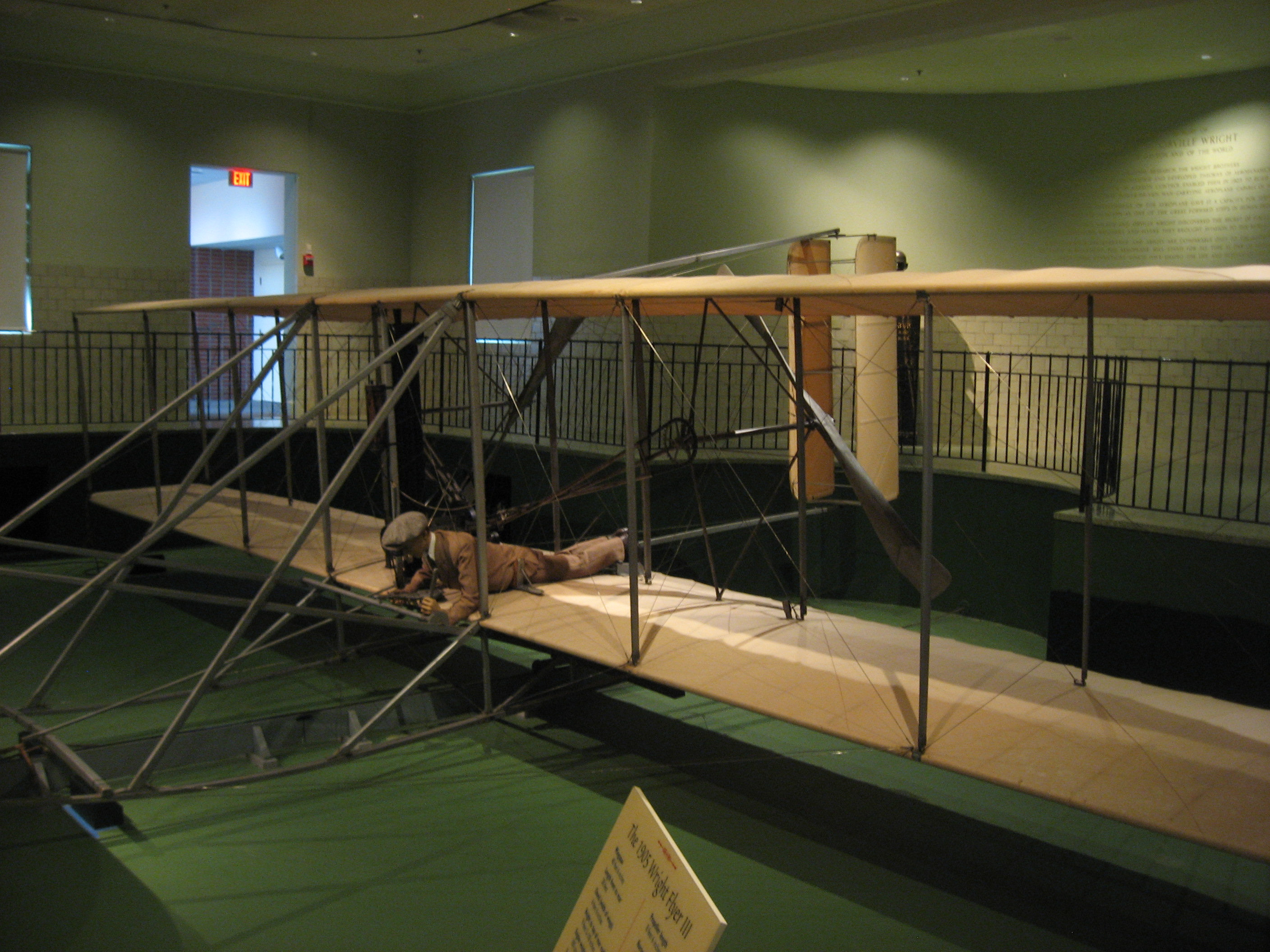
Réplica do Flyer III exposto
no museu de Carillon Historical Park.

Como construído inicialmente, o Flyer III, parecia muito com seus antecessores e apresentava uma performance igualmente ruim. Orville sofreu ferimentos devido a uma série de quedas pilotando esse modelo em 14 de Julho de 1905.
Durante a reconstrução da aeronave, os irmãos Wright fizeram importantes mudanças no projeto, que resolveram os problemas de estabilidade dos modelos anteriores.
Eles praticamente dobraram o tamanho do profundor e do leme e também os afastaram a cerca do dobro da distância das asas. Eles também aumentaram a distância entre as lâminas do trem de pouso, o que permitiu obter um pequeno ângulo em diedro nas asas. Eles separaram o controle do leme do controle de arqueamento das asas, e como nos modelos futuros, criaram um manche específico para ele. Além disso, um tanque de combustível maior foi usado e montaram dois radiadores nas estruturas frontal e traseira para uma maior refrigeração, antecipando a possibilidade de voos mais longos.
Quando os testes do Flyer III foram retomados em Setembro, o efeito das melhorias ficou óbvio. A instabilidade na arfagem que tanto atrapalhou os Flyers I e II foi controlada. Quadas, algumas delas que poderiam ser graves, não mais ocorreram. Voos com o modelo redesenhado passaram a durar mais de 20 minutos. O Flyer III demonstrou ser prático e confiável, os voos se tornaram confiáveis por períodos maiores trazendo seus pilotos de volta ao ponto de partida de forma segura e pousando sem danos.
Em 5 de Outubro de 1905, Wilbur fez um voo circular de 38,9 km em 39 minutos e 23 segundos, sobre Huffman Prairie, período maior que a soma de todos os voos executados mundialmente em 1903 e 1904. Quatro dias depois, eles escreveram ao Secretário de Guerra dos Estados Unidos, William Howard Taft, oferecendo a venda da primeira aeronave prática de asa fixa do Mundo.

## Voando em Kill Devil Hills
Para evitar que os seus conhecimentos caíssem nas mãos de competidores, os Wright pararam de voar e desmontaram o avião em 7 de Novembro de 1905. Dois anos e meio depois, tendo ganho contratos na França e nos Estado Unidos para vender suas aeronaves, eles reformaram o Flyer com cadeiras para piloto e passageiro, equiparam-no com alavancas de controle de subida e instalaram um de seus novos motores de 35 hp. Eles o embarcaram para a Carolina do Norte e fizeram voos perto de Kill Devil Hills entre 6 e 14 de Maio de 1908 para testar os novos controles e a habilidade de carregar um passageiro.

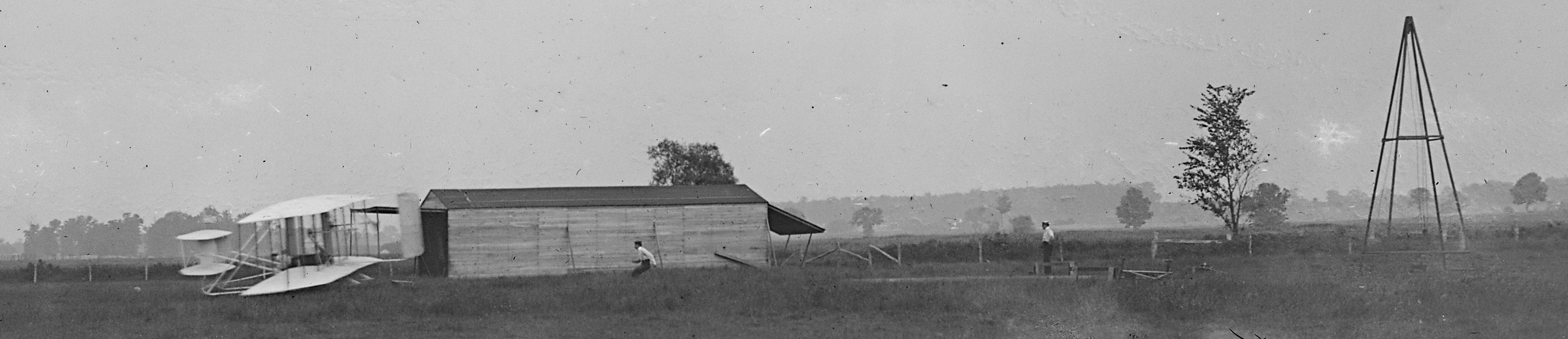
A partida do primeiro voo do Flyer III, em 23 de Junho de 1905, com Orville nos controles. A torre da catapulta, que eles começaram a usar em Setembro de 1904, está à direita. Ela ajudava a acelerar a aeronave para atingir a velocidade de decolagem. O Flyer III parece virtualmente idêntico aos dois modelos anteriores, mas bastante diferente da sua versão final, depois que os Wright aumentaram e alargaram o profundor e o leme. Os dois homens são provavelmente Wilbur (correndo atrás da aeronave) e Charles Edward Taylor (à direita), o mecânico dos Wright que construiu o motor do modelo inicial.

Em 14 de Maio de 1908, Wilbur voou levando o mecânico Charles Furnas como passageiro por 213 m durante 29 segundos, fazendo dele o primeiro passageiro de uma aeronave. No mesmo dia, Orville também voou levando Furnas, desta vez, por 648 m em 4 minutos e 2 segundos. Esse voo de Orville levando Furnas foi visto por repórteres de jornal escondidos nas dunas de areia; eles pensaram erradamente que Wilbur e Orville estavam voando juntos. Furnas foi uma das poucas pessoas que voou com os dois irmãos Wright (a irmã deles, Katharine foi outra).
Mais tarde naquele dia, Wilbur estava voando solo quando ele moveu o novo controle de nível para o lado errado e caiu na areia, sofrendo ferimentos. O profundor frontal foi destruído e os voos cessaram. Devido ao prazo das suas demonstrações públicas na França e na Virgínia estar próximo, os Wright não consertaram a aeronave e ela nunca voou novamente.

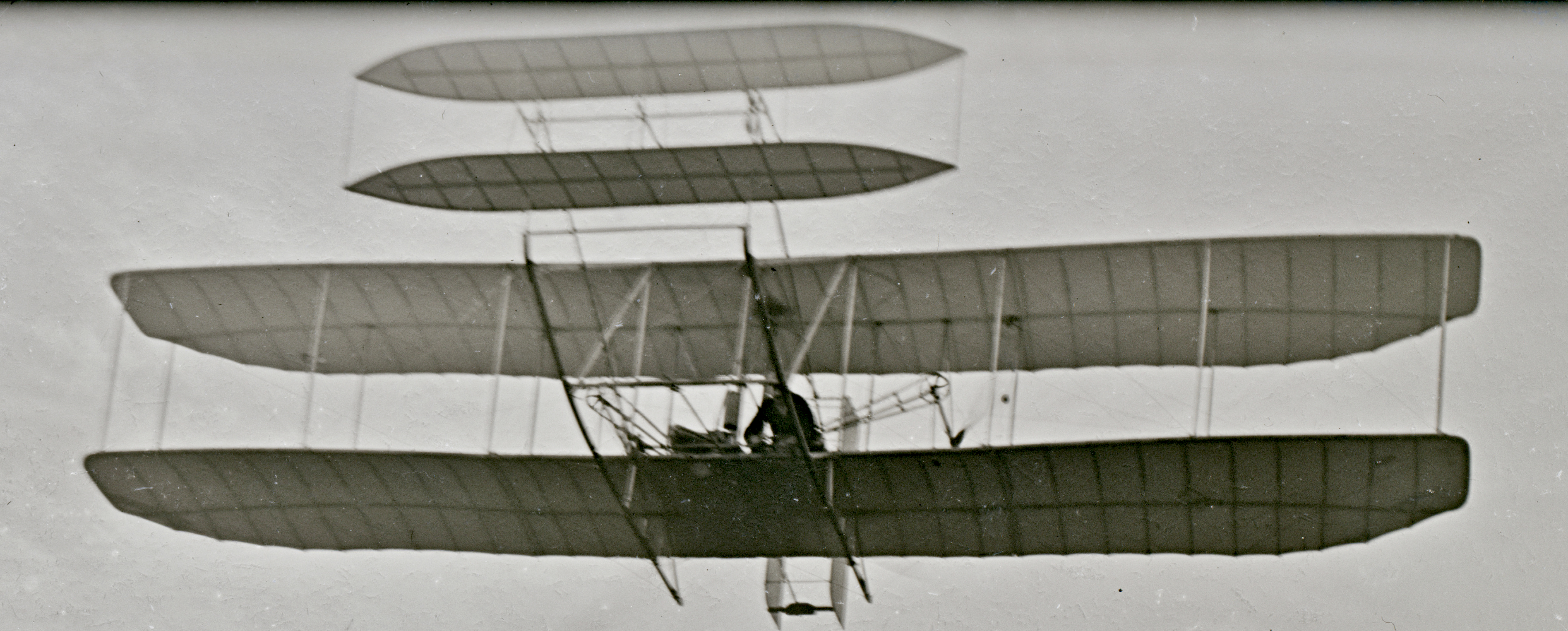
Voo #46: Vista frontal do Flyer III; última foto dele em voo,
obtida em Huffman Prairie, Dayton, Ohio, no dia 4 de Outubro de 1905.

O Wright Flyer III foi deixado dessa forma avariado no hangar na Carolina do Norte. Em 1911, um museu de Massachusetts recolheu o que sobrou desse Flyer e do planador de 1911, mas nunca os reconstruiu ou exibiu. Essas peças permaneceram em Massachusetts por quase quarenta anos, até que Orville requereu a sua devolução em 1946 para a restauração do Flyer e uma exibição em Carillon Park em Dayton. Alguns habitantes de Kitty Hawk também recolheram pedaços da aeronave de 1905; Deeds e Orville também as recuperaram para a restauração. Ao final do processo de restauração (entre 1947 e 1950), os artesãos estimaram que a aeronave de 1905 manteve entre 60 e 85% do seu material original. O Flyer III está exibido hoje no Wright Brothers Aviation Center no Carillon Historical Park. O Wright Flyer III restaurado é a única aeronave de asa fixa considerada como um Marco Histórico Nacional.

## Especificação
- Características gerais:
  - Tripulação: um
  - Comprimento: 6,43 m
  - Envergadura: 12,29 m
  - Altura: 2,44 m
  - Área da asa: 46,8 m²
  - Peso na decolagem: 323 kg

  - Motor: 1 x Wright Horizontal 4 de 4 cilindros em linha refrigerado à água, 20 hp
  - Hélice: 2 x Wright elíptica (mais tarde de pontas torcidas), cada uma esculpida para girar num sentido
- Performance:
  - Velocidade máxima: 56 km/h
  - Autonomia: 40 km
  - Teto de serviço: 15 m a 30 m
  - Carga alar: 7 kg/m²
  - Peso/potência: 50 W/kg